# 大江義塾

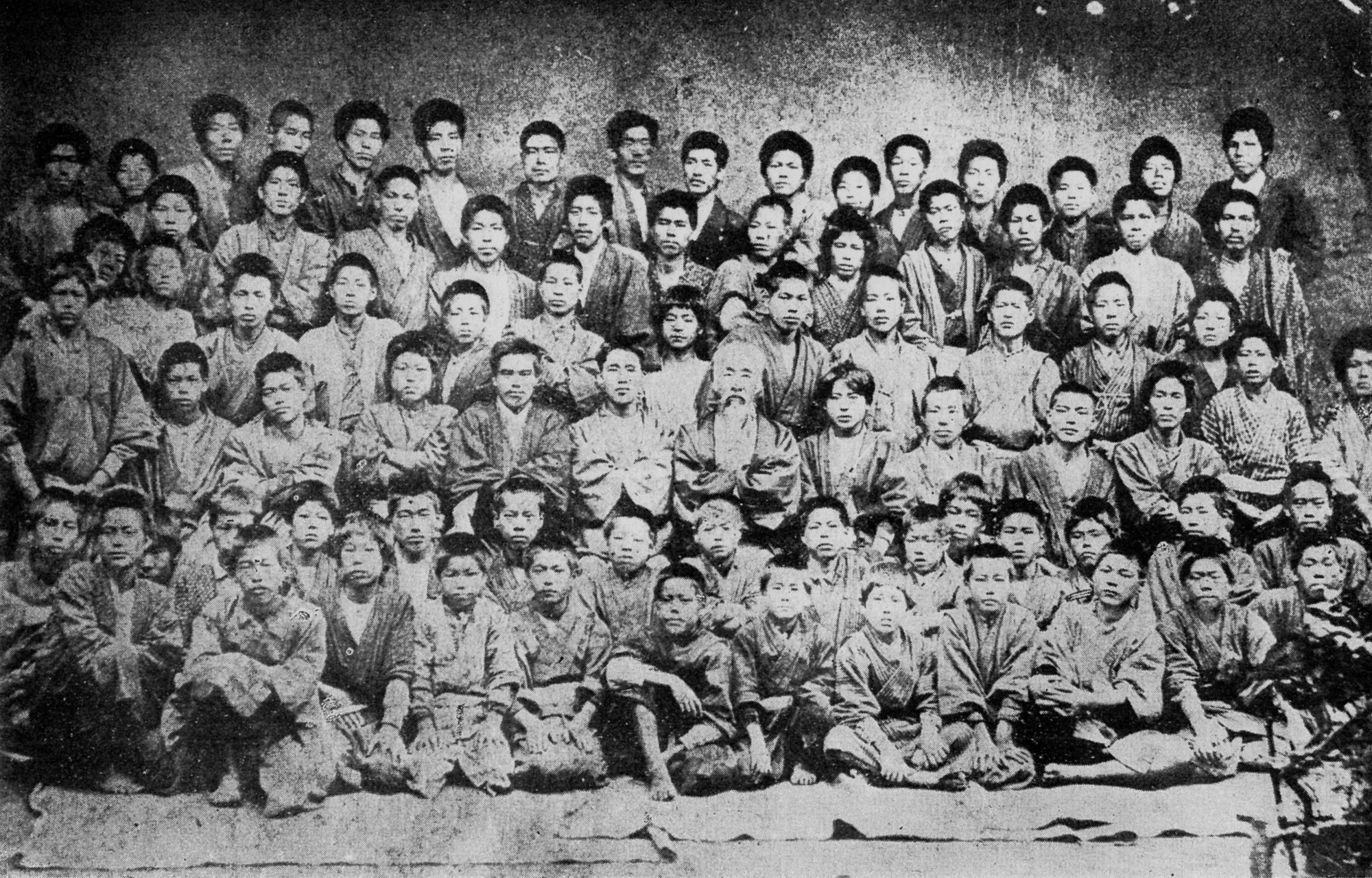
大江義塾塾生一同（1886年11月、最後列右から8人目が徳富蘇峰）

大江義塾（おおえぎじゅく）は、徳富蘇峰が1880年に同志社英学校を退学して家族が住んでいた熊本県飽託郡大江村（後の熊本市大江）に戻った後、1882年3月に自宅で開いた私塾。1886年12月に大江家が東京へ移るまで、4年10ヵ月にわたり存続した。自由民権運動の影響を受けた、いわゆる「民権私塾」のひとつと見なされる。
蘇峰は「現代の日本言葉にて、現代の学問をする事」を標榜し、漢学や英学をはじめ、史学、文章学、経済学など、数多くの教科を自ら教え、「泰西自由主義」を謳い、実学教育（「実用的ノ学術」）を行なったとされる。蘇峰の父である徳富一敬（淇水）も、漢学を教えた。塾生は百名を越えることもあり、県外から来る者もあった。
大江義塾には、蘇峰の弟である徳富蘆花も学び、また、宮崎滔天などが輩出した。
蘇峰は、著書『将来之日本』が成功すると、大江義塾を閉校して上京したが、歴史学者の色川大吉は、「蘇峰にとっては大江義塾はかれの出世の踏み台であった」と評している。

## 徳富記念園
当時、大江義塾の教場として使用された徳富家の家屋は、徳富家が熊本を去った後も同家の縁者によって維持され、1962年に熊本市に寄贈された。大江義塾跡は熊本県指定史跡となっており、建物は、徳富旧邸として熊本市指定有形文化財となっている。現在、旧邸の敷地は徳富記念園として一般公開されており、敷地内には1960年代に明治百年記念事業として建設された展示施設「徳富記念館」が設けられている。
敷地内にあるカタルパ（キササゲの類）の木は、もともと新島襄がアメリカ合衆国から持ち帰った種子から育ったものの代替わりである。